# Доле при Литији
Доле при Литији (словен. Dole pri Litiji) је насељено место у општини Литија, Засавска регија, Словенија.

## Историја
До територијалне реорганизације у Словенији био су у саставу старе општине Литија.

## Становништво
У попису становништва из 2011. године, Доле при Литији је имао 111 становника.
| Број становника према пописима | Број становника према пописима | Број становника према пописима |
| ------------------------------ | ------------------------------ | ------------------------------ |
| 1991                           | 2002                           | 2011                           |
| 129                            | 113                            | 111                            |

Напомена: Године 1995. смањен за део насеља који је проглашен за ново самостално насеље Јеленска Ребер.